# Walter Geyer
Walter Geyer (* 30. November 1947 in Wien) ist ein ehemaliger österreichischer Politiker (Grüne) und Staatsanwalt. Geyer war von 1986 bis 1988 Abgeordneter zum österreichischen Nationalrat.

## Leben
Geyer besuchte nach der Volksschule ein Gymnasium und schloss seine Schulbildung 1967 mit der Matura ab. Geyer studierte in der Folge Rechtswissenschaften an der Universität Wien und schloss sein Studium 1972 mit dem akademischen Grad Mag. jur. ab. Geyer absolvierte danach die Gerichtspraxis, wurde Richter und 1977 Staatsanwalt bei der Staatsanwaltschaft Wien.
Geyer war vom 17. Dezember 1986 bis zum 16. November 1988 Mandatar der Grünen im Nationalrat und war Obmannstellvertreter des Grünen Parlamentsklubs. Auf seine neunstündigen Rede gegen das Waldsterben hinauf wurde im Parlament per Geschäftsordnung die Redezeitbeschränkung eingeführt.
Nach dem Ausscheiden aus dem Nationalrat war Geyer wieder Staatsanwalt. Er kämpfte zehn Jahre gegen Wirtschaftskriminalität, danach gegen die organisierte Kriminalität und Jugendkriminalität. Bis 2009 leitete er die Staatsanwaltschaft Korneuburg, 2009 übernahm Geyer die Leitung der neu geschaffenen Korruptionsstaatsanwaltschaft.

## Politische Tätigkeit
Als die Grünen 1986 unter Freda Meissner-Blau erstmals in den Nationalrat zogen, wurde Geyer als Experte für Rechtsfragen hinzugeholt. Von 1986 bis 1988 war er stellvertretender Klubobmann der Grünen und deren Justizsprecher. Bekannt wurde Geyer unter anderem wegen einer neun Stunden andauernden Rede gegen das Waldsterben, was im Parlament anschließend zur Einführung einer Redezeitbeschränkung führte. 1987 reiste er in seiner Eigenschaft als Stellvertretender Klubobmann in das kommunistische Ungarn, um dort gegen den von Österreich mitfinanzierten Staustufenverbund Gabčíkovo zwischen Gabčíkovo und Nagymaros zu demonstrieren. Er wurde verhaftet und eingesperrt, jedoch aufgrund seines diplomatischen Status als Abgeordneter zum Nationalrat wieder freigelassen. 1988 kehrte Geyer als Staatsanwalt in die Justiz zurück.
Im Zuge der Koalitionsverhandlungen zwischen den Grünen und der ÖVP nach der Nationalratswahl 2019 verhandelte Geyer für die Grünen federführend den Bereich Justiz.
Walter Geyer wird am 14. Juni 2021 neben Franz Fiedler, Heinz Mayer, Irmgard Griss, Michael Ikrath, Werner Doralt, Martin Kreutner Hubert Sickinger als Proponent für ein Volksbegehren für Anstand und gehen Korruption genannt, das etwa am 16. Juni 2021 präsentiert werden soll.

## Arbeit als Jurist
Bekannt wurde Geyer wegen spektakulärer Strafverfahren, unter anderem gegen den ehemaligen Finanzminister Hannes Androsch, gegen den er 1984 ein Verfahren wegen Verdachts auf Abgabenhinterziehung eröffnete. Gegen den Mafiapaten Jeremiasz Baranski brachte Geyer eine Mordanklage ein. Baranski war zuvor mit einem Säureattentat auf eine polnische Staatsanwältin, die gegen ihn vorging, in Verbindung gebracht worden. Geyer war Sprecher der Staatsanwaltschaft Wien, bis er Leiter der Staatsanwaltschaft Korneuburg wurde. Ab 1. Jänner 2009 war er Behördenleiter der neu gegründeten Antikorruptionsstaatsanwaltschaft in Wien und der erste Antikorruptionsstaatsanwalt Österreichs. Im Jahr 2013 ging er in Pension.

## Sonstiges
Geyer arbeitet ebenfalls als Vortragender und Autor.